# Stanisław Frasiak
Stanisław Frasiak (ur. 1897, zm. 15 października 1950 w Łodzi) – polski malarz.
Studiował w krakowskiej Akademii Sztuk Pięknych, w 1923 po ukończeniu nauki powrócił do Łodzi. Z tym miastem była związana większa część życia artysty, tworzył liczne realistyczne pejzaże miejskie. Ponadto malował portrety, sceny rodzajowe, dopiero po 1945 zmienił styl swojej twórczości. Stanisław Frasiak został malarzem tworzącym zgodnie z ideami socjalizmu liczne obrazy o treści ideologicznej lub portrety przodowników pracy i działaczy partyjnych.